# Kraseniwka
Kraseniwka (ukr. Красенівка) – wieś na Ukrainie, w obwodzie czerkaskim, w rejonie złotonoskim. W 2001 liczyła 1055 mieszkańców, wśród których 1041 jako ojczysty język wskazało ukraiński, 11 rosyjski, a 3 białoruski.

## Urodzeni
- Iwan Piddubny